# 대한민국 민법 제1112조
대한민국 민법 제1112조는 유류분의 권리자와 유류분에 대한 민법 상속법 조문이다. 

## 조문
제1112조(유류분의 권리자와 유류분) 상속인의 유류분은 다음 각호에 의한다.
1. 피상속인의 직계비속은 그 법정상속분의 2분의 1
2. 피상속인의 배우자는 그 법정상속분의 2분의 1
3. 피상속인의 직계존속은 그 법정상속분의 3분의 1
4. 피상속인의 형제자매는 그 법정상속분의 3분의 1
[본조신설 1977.12.31.]

第1112條(遺留分의 權利者와 遺留分) 相續人의 遺留分은 다음 各號에 依한다.
1. 被相續人의 直系卑屬은 그 法定相續分의 2分의 1
2. 被相續人의 配偶者는 그 法定相續分의 2分의 1
3. 被相續人의 直系尊屬은 그 法定相續分의 3分의 1
4. 被相續人의 兄弟姉妹는 그 法定相續分의 3分의 1
[本條新設 1977.12.31.]

## 비교 조문
일본민법 제1028조(유류분의 귀속 및 그 비율) 형제자매 이외의 상속인은 유류분으로서 다음 각호에 게기하는 구분에 따라 당해 각호에 정하는 비율에 상당하는 액을 받는다.
1. 직계존속만이 상속인인 경우 피상속인의 재산 3분의 1
2. 전호에 게기하는 경우 이외의 경우 피상속인의 재산 2분의 1

## 참고 문헌
- 오현수, 일본민법, 진원사, 2014. ISBN 978-89-6346-345-2
- 오세경, 대법전, 법전출판사, 2014 ISBN 978-89-262-1027-7
- 이준현, LOGOS 민법 조문판례집, 미래가치, 2015. ISBN 979-1-155-02086-9